# タチアナ・グラチェワ
タチヤーナ・グラチョーワ（ロシア語: Татья́на Алекса́ндровна Грачёва、女性、1973年2月23日 - ）は、ロシアの元バレーボール選手。ポジションはセッター。元ロシア代表。

## 来歴
グラチェワは、1981年にバレーボールを始めると、1992年に名門ウラロチカ・エカテリンブルクに入団し、プロとしてのキャリアをスタートさせる。5年間在籍した後、1999年より1シーズンUraltransbankでプレーして2000年に再び加入した。翌シーズンにはトルコリーグの強豪エジザージュバシュでプレーし、2005年よりディナモ・モスクワに移籍し、国内リーグでは3度優勝へ導いた。
代表としては旧ソ連時代にジュニア代表として1991年のユース世界選手権にて金メダルを獲得した。1992年、シニア代表に初選出されると輝かしい成績を残す。1993年にチェコで開催された欧州選手権での優勝を皮切りに、1994年の世界選手権で銅メダルを獲得した。1996年のアトランタ五輪では4位とメダルを逃した。
1997年、ワールドグランプリ、欧州選手権、グラチャンと出場した国際大会で金メダルを獲得した。その後、正セッターをエレーナ・バシレフスカヤが務めると代表メンバーから外れることもあったが、2000年のシドニー五輪で復帰し銀メダルを獲得した。
2001年のグラチャンではベストセッター賞を受賞し銀メダル獲得に貢献した。2002年にドイツで行われた世界選手権では銅メダルを獲得した。
2008年、現役引退した。

## 球歴
- オリンピック - 1996年、2000年
- 世界選手権 - 1994年、2002年
- 欧州選手権 - 1993年、1995年、1997年、2001年
- ワールドグランプリ - 1993年、1994年、1995年、1996年、1997年、2000年、2001年、2002年
- グラチャン - 1993年、1997年、2001年

## 受賞歴
- 1994年 - 世界選手権　ベストセッター賞
- 2001年 - グラチャン　ベストセッター賞

## 所属クラブ
- ウラロチカ・エカテリンブルク（1992-1997年）
- Uraltransbank（1999-2000年）
- ウラロチカ・エカテリンブルク（2000-2001年）
- エジザージュバシュ（2001-2002年）
- ディナモ・モスクワ（2005-2008年）